# Володин, Михаил Яковлевич
Михаил Яковлевич Володин (бел. Міхаіл Валодзін; род. 13 августа 1954, Минск) — писатель, автор песен, журналист и издатель.

## Биография
Родился 13 августа 1954 года в Минске. Окончил физический факультет Белорусского государственного университета им. В. И. Ленина по специальности «теоретическая физика» в 1976 году.
В 1978 году окончил курсы японского языка при Торгово-промышленной палате и работал переводчиком. С 1980 — корреспондент газеты «Знамя юности». В 1981—83 и 1986—1989 — литературный сотрудник бюллетеня «Рабочая смена (журнал)» (после 1987 — журнал «Парус»), редактор в издательстве «Полифакт» (1989—92).
Работал над документальными фильмами с Би-би-си (XX век), 4-м каналом телевидения Великобритании (Mother’s Russia Children) и австрийским телевидением (die Ukraine, Workuta). Был корреспондентом по Белоруссии итальянского информационного агентства ANSA. В 1983—1986 годах работал в рекламном бизнесе (копирайтер, редактор отдела кинорекламы в агентстве «Белторгреклама»). Создал и шесть лет редактировал в Минске англоязычную газету Minsk Economic News (в дальнейшем — Minsk News).
В 1997 году уехал в США и жил в Бостоне. С конца 1998 по 2002 годы издавал и редактировал ежемесячный литературный журнал «Контрапункт». Вернулся в Минск в 2007 году.
Член Союза журналистов СССР, Союза писателей Москвы,, Союза белорусских писателей и белорусского ПЕН-центра.

## Творчество
С 1972 года пишет песни на собственные стихи. Известность как автора песен пришла к нему в середине 1970-х годов после многочисленных выступлений на слётах клубов самодеятельной песни (КСП). Михаил Володин является лауреатом многих фестивалей, проходивших в республиках СССР.
В 1987 года он организовал минское поэтическое объединение «Аллея АП» и был его руководителем. Члены этого объединения Елена Казанцева, Марк Мерман и Николай Кадол стали лауреатами 2 Всесоюзного фестиваля авторской песни в Таллине.
В 2011 году в Минске создал «изустный журнал Вобход» — литературный проект, в рамках которого автор статьи со сцены озвучивает заданную редакцией тему, текст иллюстрируется фотографиями или видео на экране, верстка номера осуществляется конферансом ведущего, а читатели становятся зрителями и слушателями. Володин сказал, что «хотел бы сделать некий симбиоз видео и обычной традиционной журналистики, где видеосюжеты были бы в дальнейшем обрамлены в блоговую журналистику».
С 2011 года занимается проектом «Минские историйки», целью которого является создание образа Минска. В 2014 году вышла первая книга серии — «Наш старый добрый Вавилон. Прогулки по городу в минских историйках» на русском и английском языках, а в 2016 году та же книга вышла на белорусском и немецком языках.
Поэт и учёный Александр Городницкий считает Володина одарённым литератором, ярким носителем русской и белорусской культуры. Книга «Записки белого человека» заняла 3 место в рейтинге передачи «Книжечки» радиостанции «Эхо Москвы».

### Книги
- «Наполним музыкой сердца» (Минск, 1989) — сборник авторской песни, составитель[1]
- «Литературные прогулки» (Минск, 1997) — сборник стихов[1]
- «Записки белого человека: документальный роман» (СПб.: Амфора, 2008) — путевые очерки (travel writing)
- «Наш старый добрый Вавилон. Прогулки по городу в минских историйках». — Минск: ООО «Медиал», 2014. — 168 с. — 5000 экз. — ISBN 978-985-6914-11-2.
- «Пропетая биография». — Минск: «Ковчег», 2019. — ISBN 978-985-7202-98-0
- «Пропетая биография». — Минск: «Ковчег», 2019. — (Музыка Виктора Копытько [аудиокнига])

### Диски
- «Песни бессонницы» vinil «Мелодия» 1991[15]
- «Музыкальный переулок» cd и аудиоальбом 1997[16]
- «Будто письма» cd «SoLyd Records» (совместно с В.Долиной) 1998[17]
- «Лестница» cd «SoLyd Records» 2002[18]